# Erich Friderici
Erich Friderici, nemški general, * 21. december 1885, † 19. september 1964.